# Pojarske (Pojarske), Simferopol
Pojarske (în ucraineană Пожарське) este localitatea de reședință a comunei Pojarske din raionul Simferopol, Republica Autonomă Crimeea, Ucraina.

## Demografie
Componența lingvistică a localității Pojarske
     Rusă (64,88%)
     Tătară crimeeană (18,36%)
     Ucraineană (15,11%)
     Alte limbi (0,18%)
Conform recensământului din 2001, majoritatea populației localității Pojarske era vorbitoare de rusă (64,88%), existând în minoritate și vorbitori de tătară crimeeană (18,36%) și ucraineană (15,11%).